# Ariobarzanes van Frygië
Ariobarzanes van Frygië (? – 362 v.Chr.) was een Perzische satraap van Frygië uit de pharnacische dynastie. Hij is bekend van zijn onsuccesvolle opstand tegen koning Artaxerxes II. Hij volgde Pharnabazus II op, van wie hij mogelijk een jongere broer was, of meer waarschijnlijk diens zoon. Hij wordt ook wel gezien als de opvolger van Mithridates I van Kios, de familielijn waar de koningen van Pontus van afstamden, al wordt deze lezing betwijfeld.
Ariobarzanes wordt voor het eerst genoemd in 407 v.Chr. als gezant om ambassadeurs uit Athene die in Dascylium hadden verbleven naar Kios te begeleiden, op hun thuisreis naar Athene. Pharnabazus II was op dat moment satraap van Frygië. Ten tijde van de Korinthische oorlog (395 – 387 v.Chr.) steunde deze aanvankelijk Athene, maar uiteindelijk Sparta. De oorlog eindigde met de koningsvrede of vrede van Antalcidas waarmee de Griekse steden van Klein-Azië opnieuw onder Perzische dominantie kwamen. Voor zijn verdiensten kreeg Pharnabazus in 387 v.Chr. een hoge functie onder de Perzische koning Artaxerxes II, met wiens dochter Apama hij ook trouwde. Hij leidde daarna onder meer in 374/3 v.Chr. een campagne tegen Egypte.
Met het vertrek van Pharnabazus werd Ariobarzanes satraap in Dascyleium en ook hij zette de bemoeienissen met Griekenland door waar de verschillende poleis elkaar nog steeds naar het leven stonden, met Sparta, Athene en Thebe in de hoofdrol. Zo leverde hij in 378 v.Chr. schepen aan Antalcidas van Sparta en stuurde in 368 v.Chr. Philiscus om vrede te brengen in Griekenland, waar deze overigens niet in slaagde.
In 366 v.Chr. moest hij mogelijk plaatsmaken voor Artabazos, de mogelijke zoon van Pharnabazus II en Apama. Ariobarzanes kwam mogelijk daarom in opstand tegen Artaxerxes. Volgens Weiskopf was het echter Autophradates, satraap van Lidië, die Ariobarzanes in een slecht daglicht had gebracht bij Artaxerxes. Mogelijk was ook een achterliggende reden dat Artaxerxes de voorkeur gaf aan een bondgenootschap met Thebe boven Sparta waar Ariobarzanes goede relaties mee had. Hoe dan ook, Ariobarzanes sloot zich aan bij Datames, satraap van Cilicia en Cappadocië, in diens opstand tegen Artaxerxes.
Autophradates viel Ariobarzanes aan bij Assos, terwijl Maussollos een zeeblokkade instelde. Athene stuurde een vloot onder Timotheos ter ondersteuning van Ariobarzanes, maar deze vertrok toen hij begreep dat het om een opstand tegen de koning ging. Na Samos te hebben bevrijd, voer hij door naar Assos, waar de Spartaanse koning Agesilaos op diplomatiek wijze de belegeraars wist te overtuigen te vertrekken, waarbij de aanwezigheid van de vloot van Timotheus ongetwijfeld hielp. Ariobarzanes beloonde Sparte daarop met geld en Athene met Chrithote en Sestos. Maussollos keerde huiswaarts en Autophradates sloot zich zelfs met Artabazos aan bij de  opstand van de satrapen. De satrapen sloten een alliantie met Sparta en met farao Teos, die ook met de Perzische dreiging te maken had. Terwijl de satrapen Artaxerxes aanvielen vanuit Anatolië, deed Teos dit vanuit Egypte met zijn Griekse huurlingen. Artaxerxes wist echter Orontes over te halen zich terug te trekken, terwijl Teos tijdens zijn afwezigheid was afgezet door zijn neef Nectanebo II. De andere satrapen gaven zich daarop over, afgezien van Ariobarzanes en Datames. De zoon van Ariobarzanes, Mithridates II van Kios, verraadde hen echter met de belofte van vergeving door de koning. Mithridates (of Mitrobarzanes) vermoordde Datames, terwijl zijn vader gekruisigd werd.